# Claudius Dornier
Claude (Claudius) Honoré Desiré Dornier (Kempten, 14 de mayo de 1884 - Zug, 5 de diciembre de 1969) fue un constructor de aeronaves alemán, y fundador de la empresa Dornier GmbH. Su legado, permanece aún con algunos hidroaviones con su nombre, incluidos el Dornier Do 18, el Dornier Do J Wal (con el que se realizó el vuelo del Plus Ultra) y el hidroavión de 12 motores Dornier Do X, que fue durante décadas, el avión más grande y potente del mundo.

## Biografía
Claude Dornier nació en Baviera y fue el mayor de los siete hijos de un importador de vinos francés y de su esposa alemana. Estudió ingeniería mecánica en la Universidad Técnica de Múnich. Con 23 años, a mediados de 1907, finalizó la carrera de ingeniería, y como tal, comenzó a trabajar en la fábrica de maquinaria Nagel, de Karlsruhe. Posteriormente, hubo de trasladarse en 1909 a Württemberg, donde se dedicó a medir y consolidar los puentes del ferrocarril de Württemberg, hasta que recibió una solicitud de ayuda por parte de su madre, ya que su padre, había caído enfermo, por lo que tuvo que ocuparse desde entonces del negocio familiar y del mantenimiento de la familia. 
El 2 de noviembre de 1910, se unió a la fábrica de dirigibles Zeppelin, con sede en Friedrichshafen como diseñador; sus capacidades, hicieron que  Ferdinand von Zeppelin se fijara en él. Pronto, formó parte del consejo científico, y llegó a ser fundamental para la investigación y diseño para mejorar la resistencia de las secciones metálicas de las aeronaves y posteriormente para los hidroaviones gigantes.
Después de la guerra la fábrica se trasladó a Manzel, cerca de Friedrichshafen, y fue rebautizada Dornier Metallbauten GmbH; en esta localidad el doctor Dornier diseñó y desarrolló en los primeros años veinte algunos aviones civiles muy interesantes. El primero de ellos fue el Dornier Libelle, un hidrocanoa biplaza deportivo y de entrenamiento.
Dornier es también reconocido en la historia de la aviación alemana por su diseño único de hélice. Sus aviones, estaban normalmente configurados con una disposición de motores dobles en una configuración “empuja-tira” con la mitad de los motores orientados hacia el morro, y la mitad hacía la cola. 